# Adolf Schreiber
Adolf Schreiber (31 de agosto de 1913 — 20 de agosto de 1983) foi um ciclista listenstainiano que competiu no ciclismo nos Jogos Olímpicos de Verão de 1936, representando o Liechtenstein.